# Нижній Катарач
Нижній Катара́ч (рос. Нижний Катарач) — присілок у складі Талицького міського округу Свердловської області.
Населення — 412 осіб (2010, 575 у 2002).
Національний склад станом на 2002 рік: росіяни — 99 %.